# Bartolomeo Pucci-Franceschi
Bartolomeo Pucci-Franceschi (Montepulciano, ... – Montepulciano, 6 maggio 1330) è stato un presbitero italiano.
Sacerdote professo dell'ordine dei frati minori francescani, il suo culto come beato fu confermato da papa Leone XIII nel 1880.

## Biografia
Bartolomeo nacque a Montepulciano da Puccio di Francesco di Giliotto: i nomi del padre e del nonno furono uniti per creare il cognome della famiglia, le cui notizie sicure più antiche risalgono all'inizio del XII secolo. Sposò Milla di Tommaso del Pecora, figlia del capitano del popolo di Montepulciano, ed ebbe quattro figli.
Quando i figli ebbero raggiunto la maggiore età, attorno al 1290, rinunciò al suo patrimonio e abbracciò la vita religiosa tra i frati minori del convento di San Francesco a Montepulciano, dove morì nel 1330.

## Il culto
Il suo corpo fu sepolto nella chiesa di San Francesco e nel 1930 fu traslato in quella di Sant'Agostino. Ancora nel 1538 le due chiavi che chiudevano la cassetta di noce con le sue reliquie erano conservate una dal padre guardiano del convento di San Francesco, l'altra dai discendenti del beato.
Papa Leone XIII, con decreto del 24 giugno 1880, confermò il culto di Bartolomeo Pucci-Franceschi con il titolo di beato; la sua celebrazione liturgica, con ufficio e messa, fu autorizzata nella diocesi di Montepulciano e nell'ordine minoritico.
Il suo elogio si legge nel martirologio romano al 6 maggio.